# Frunzienskij (obwód samarski)
Frunzienskij (ros. Фрунзенский) – osiedle w Rosji, w obwodzie samarskim, w rejonie bolszegłuszczickim. W 2010 liczyło 599 mieszkańców.